# Klaus Schippmann
Klaus Schippmann (* 30. Oktober 1924 in Kiel; † 8. September 2010 in Göttingen) war ein deutscher Vorderasiatischer Archäologe. Von 1972 bis 1990 war er Lehrstuhlinhaber.

## Leben und Wirken
Klaus Schippmann studierte zunächst Jura und Volkswirtschaftslehre an der Ludwig-Maximilians-Universität München und an der Universität Hamburg und legte 1951 das erste Staatsexamen ab. Bis 1953 folgte ein Referendariat und bis 1955 Auslandsaufenthalte in Frankreich und England, 1955 dank eines Stipendiums in den USA. 1956 bestand er in Hamburg sein Assessorexamen und 1957 die Promotion mit einer Dissertation zum Thema Der Rechtsschutz im Anstaltsverhältnis. Anschließend war er zwei Jahre als Personalleiter in der Papierindustrie berufstätig.
1959/1960 reiste Schippmann für neun Monate in die Türkei und nach Iran, um armenische Kirchen und Felsheiligtümer aufzunehmen. Im folgenden Jahr begann er ein zweites Studium der Vorderasiatischen Archäologie in Hamburg. 1969 habilitierte Schippmann sich mit der Arbeit Die iranischen Feuerheiligtümer an der Georg-August-Universität Göttingen, woran sich bis 1972 eine Privatdozentur anschloss. 1972 wurde er erster Professor am von Walther Hinz angeregten, neugeschaffenen Lehrstuhl für Vorderasiatische Archäologie (unter besonderer Berücksichtigung Irans) in Göttingen. 1990 wurde er emeritiert.
Klaus Schippmann galt als international angesehener Fachmann für iranische und altsüdarabische Archäologie und Geschichte, sein Buch Die iranischen Feuerheiligtümer gilt als Standardwerk. Von 1985 bis 1990 leitete er Ausgrabungen in Ra’s al-Chaima, 1992 bis 1994 auf Bahrain.

## Schriften (Auswahl)
- Die iranischen Feuerheiligtümer (= Religionsgeschichtliche Versuche und Vorarbeiten. Band 31). Walter de Gruyter, Berlin/New York 1971, ISBN 3-11-001879-9.
- Forschungs- und Ausgrabungsergebnisse in Īrān seit 1965. In: Mitteilungen der Deutschen Orient-Gesellschaft zu Berlin. Band 104, 1972, S. 45–79.
- Grundzüge der parthischen Geschichte (= Grundzüge. Band 39). Wissenschaftliche Buchgesellschaft, Darmstadt 1980, ISBN 3-534-07064-X.
- mit Louis Vanden Berghe: Les reliefs rupestres d'Elymaïde (Irān) de l’epoque parthe (= Iranica antiqua. Supplément. Band 3). Iranica antiqua, Gent 1985, ISBN 90-6831-068-2.
- Grundzüge der Geschichte des sasanidischen Reiches. Wissenschaftliche Buchgesellschaft, Darmstadt 1990, ISBN 3-534-07826-8.
- als Hrsg.: Golf-Archäologie. Mesopotamien, Iran, Kuwait, Bahrain, Vereinigte Arabische Emirate und Oman (= Internationale Archäologie. Band 6). Leidorf, Buch am Erlbach 1991, ISBN 3-924734-24-0.
- Geschichte der alt-südarabischen Reiche. Wissenschaftliche Buchgesellschaft, Darmstadt 1998, ISBN 3-534-11623-2 (englische Übersetzung: Ancient South Arabia. From the Queen of Sheba to the advent of Islam. Wiener, Princeton 2001, ISBN 1-55876-236-1).